# ورنر لورانت
ورنر لورانت (آلمانی: Werner Lorant؛ ۲۱ نوامبر ۱۹۴۸ – ٢٠ آوریل ٢٠٢۵)، بازیکن و مربی فوتبال اهل آلمان بود.
از باشگاه‌هایی که در آن بازی کرده است می‌توان به باشگاه فوتبال آینتراخت فرانکفورت، باشگاه فوتبال زاربروکن، باشگاه فوتبال شالکه ۰۴، باشگاه فوتبال بروسیا دورتموند، باشگاه فوتبال روت‌وایس اسن، و باشگاه فوتبال هانوفر ۹۶ اشاره کرد.